# 交差共役
交差共役（こうさきょうやく、英: Cross-conjugation）は、分子内での共役系の形態の1つである。3組のπ結合のうち、2組しか共役による相互作用に関わらない。ポリエンのような通常の共役系では、連続した原子に沿って交互に単結合と二重結合が形成されるのに対し、交差共役の場合は別の共役鎖の中間原子の1つに単結合した二重結合を有する。古典的な用語では、二重結合の1つが連続しているのではなく、分枝している。すなわち、主鎖が共役しており、同じ主鎖の一部が側鎖と共役している。交差共役の例は、ベンゾフェノン、ジビニルケトン、ベンゾキノン、デンドラレン、ラジアレン、フラーレン、インディゴ等の分子で見られる。共役の種類は、反応性や分子電子遷移に影響を与える。